# 贾玄硕
贾玄硕（？—351年），武威人，五胡十六国时前秦大臣。
350年八月，苻健自称晋朝的征西大将军、都督关中诸军事、雍州刺史，任命贾玄硕为左长史，洛阳人梁安为右长史，段纯为左司马，辛牢为右司马，京兆人王鱼、安定人程肱、胡文等为军谘祭酒。351年正月，贾玄硕等请依刘备称汉中王故事，向东晋朝廷上表任命苻健为都督关中诸军事、大将军、大单于、秦王。苻健愤怒地说：“我怎么能胜任秦王呢！况且晋朝的使臣尚未返回，我的官职爵位，不是你们所知道的。”既而他却秘密地让梁安暗示贾玄硕等人向他进献尊号，经过表面上的辞让再三，然后接受。正月二十日，苻健即天王位、大单于位，立国号为大秦，改年号为皇始。任命贾玄硕为中书令。四月，苻健因为中书令贾玄硕在当初没有主动进上尊号，对他耿耿于怀，便指使人诬告他与司马勋相勾结，借此把贾玄硕和贾玄硕的几个儿子一起杀掉。